# Cabane tchanquée
Une cabane tchanquée est une cabane en bois perchée sur pilotis typique du bassin d'Arcachon. Les deux cabanes tchanquées de l'île aux Oiseaux, situées sur la commune de La Teste-de-Buch, sont devenues l'emblème du Bassin et constituent, avec la dune du Pilat, l'un des motifs les plus représentés dans la littérature touristique locale.

## Étymologie
Le terme « tchanquée » est la francisation du participe passé gascon chancat / chancada, « fiché(e) sur des pilotis, monté(e) sur des échasses » (cf chanca, « pilotis », « échasse »).

## Histoire

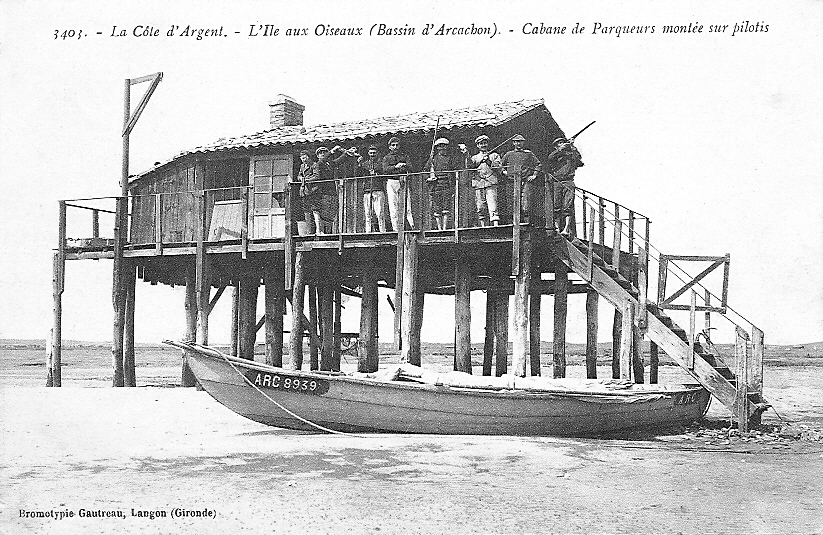
Cabane de parqueurs d'huitres montée sur pilotis à l'île aux Oiseaux (années 1900). Des chasseurs, venus en pinasse, se sont invités.

L'année 1860 voit l'installation des premiers parcs à huitres sur l'île aux Oiseaux et la construction des premières cabanes, lesquelles permettent aux ostréiculteurs de surveiller leurs parcs, s'abriter du mauvais temps et réduire leurs déplacements sur le bassin. 
En 1883, un arrêté préfectoral autorise la construction sur le domaine public maritime (DPM) de la première cabane tchanquée, au lieu-dit « Sourdouille », pour le compte de l'ostréiculteur Martin Pibert, afin de permettre à celui-ci de surveiller ses parcs à huîtres même à marée haute et de s'abriter en cas de mauvais temps. Mais la cabane est fragile, elle est vite rongée par le sel et une tempête la renverse en 1943 (ses piliers en bois sont encore visibles à marée basse au ras du sable).
En 1945, autorisation est donnée à un charpentier-menuisier d'Arcachon, Monsieur Landry, de construire une « habitation de plaisance », non loin de l'emplacement de la cabane qui vient d'être détruite ; cette deuxième cabane, au toit à deux croupes, existe toujours et appartient à la même famille sous le numéro de concession 51 et le surnom de « cabane aux volets rouges »,. Cette cabane, en très mauvais état, est démolie fin 2023 et sera reconstruite d'ici 2024.
La troisième cabane tchanquée (n° 53) est construite en 1948 par un entrepreneur en bâtiments, ancien maire-adjoint aux travaux de La Teste de Buch, Julien (dit Hubert) Longau,. Lorsque celui-ci décède, sa fille, Juliette Longau, bénéficie de la concession jusqu'à son décès en 1975. Comme elle n'a pas de descendant, l'État acquiert la cabane et le Conservatoire du Littoral en donne la gestion à la commune au début des années 2000,.

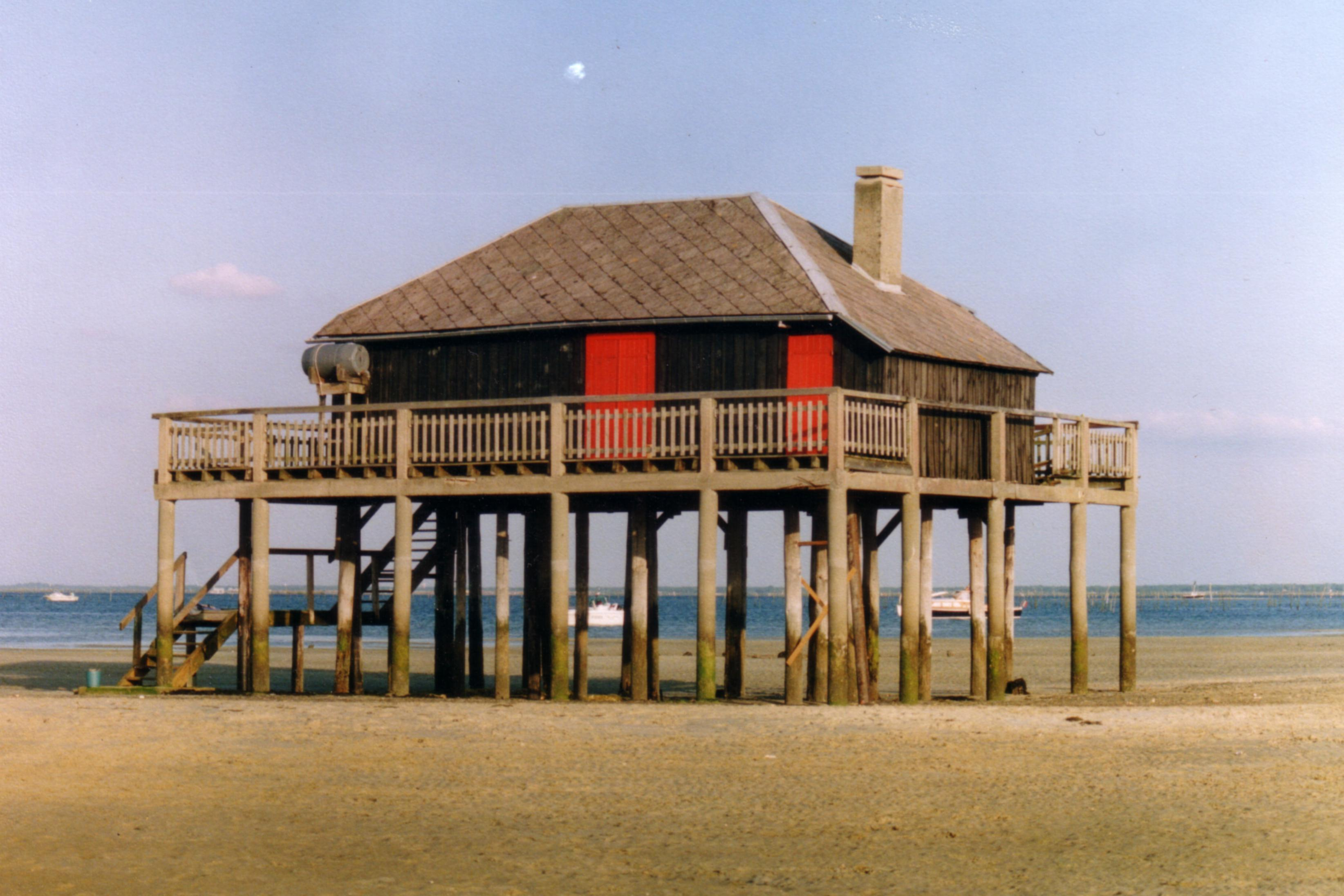
L'ancienne cabane aux volets rouges (ici en 1995, démolie en 2023).
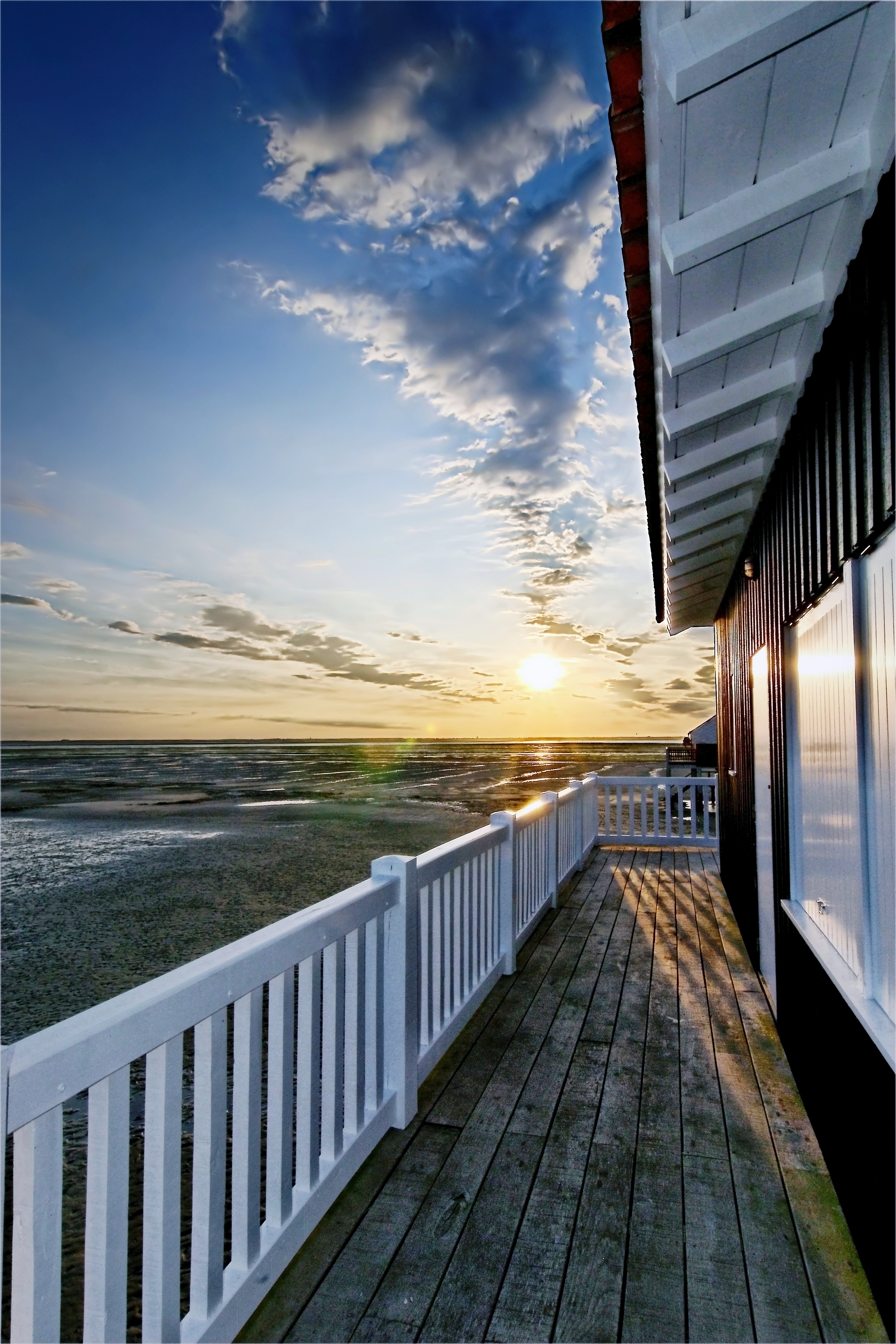
Coursive de la cabane aux volets blancs.
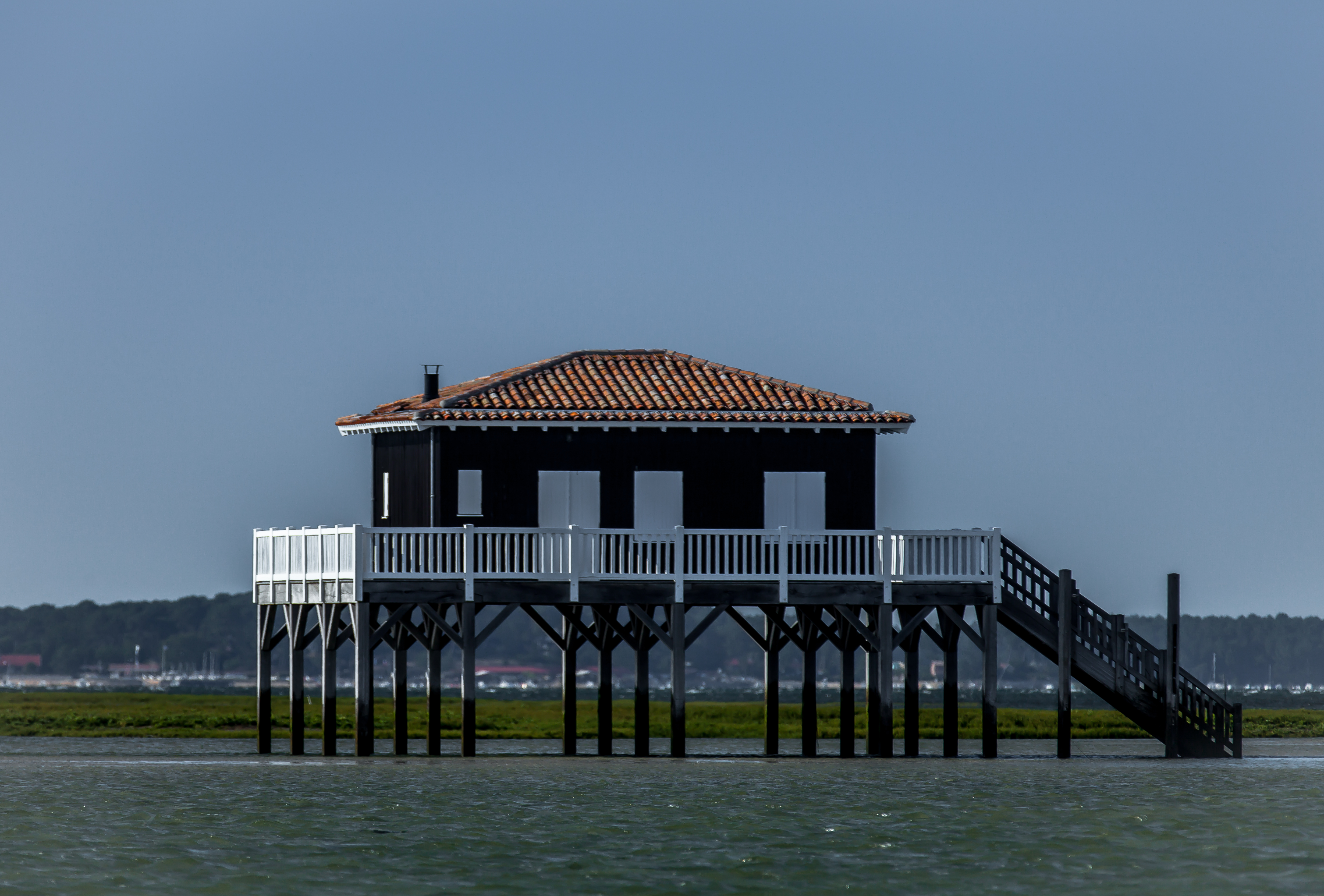
Cabane aux volets blancs.

### Reconstruction de la cabane tchanquée N° 53
En 2000, la cabane n° 53, très détériorée, fait l'objet d'un arrêté municipal de péril. Sur l'avis des Bâtiments de France, elle est déconstruite à l'automne 2007 puis reconstruite (quasiment) à l'identique par l'entreprise GTBA sous la direction des architectes Jean Dubrous et Jean-Jacques Soulas. Pour cette opération, la commune engage un budget de près de 600 000 €. La cabane, inaugurée en 2018, est désormais un lieu de découverte de l'île aux Oiseaux.
La cabane a retrouvé sa morphologie et sa disposition initiales : un volume simple coiffé d’un toit en pavillon, situé au centre d’une plate-forme permettant une observation périphérique, dans la lignée de sa fonction originelle de surveillance de parcs à huitres.
À la demande du maître d'ouvrage et des acteurs concernés par la gestion de l’île aux Oiseaux, l'ensemble de la structure a été réalisé exclusivement en bois : ainsi les pilotis en béton de 1948 ont été remplacés par des poteaux en azobé, essence imputrescible en eau salée.
Le revêtement extérieur des murs a été confectionné en planches de pin brutes de sciage, posées à claire-voie avec couvre-joints. Sur ce bardage a été appliquée une couche protectrice d'huile de lin additionnée de pigments minéraux.

### Reconstruction de la cabane tchanquée N° 3
En 2024, la cabane n°3 aux volets rouges a été entièrement déconstruite et reconstruite. Hormis les fameux « tchanques », ces pilotis à la base de la construction en bois azobé, les matériaux utilisés sont locaux : pin maritime ou en pin issu de la forêt usagère d'à côté, incendiée en 2022.

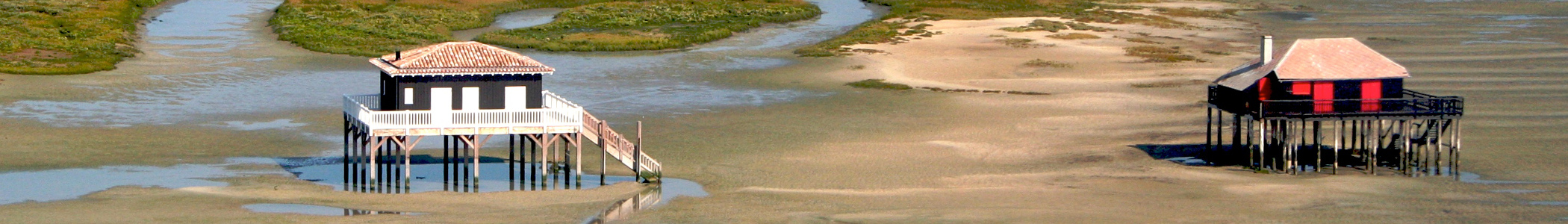
Cabanes tchanquées de l'île aux Oiseaux. Cabane n°53 aux volets blancs et cabane n°51 aux volets rouges.